# 合湛铁路
合浦至湛江铁路，即合湛铁路是规划中连接中国广西壮族自治区北海市和广东省湛江市的高速铁路，全长137.82公里，为“八纵八横”高速铁路主通道包（银）海通道以及沿海通道的重要组成部分。

## 概况
合湛铁路起自合浦站，向东经平阳镇、福成镇、闸口镇、白沙镇、山口镇进入广东省廉江市的青平镇和横山镇，由遂溪县北侧，引入湛江西站。正线全长137.82公里，联络线长度25.97公里（北海联络线），设计时速350千米每小时。项目工程估算总投资210亿元。

## 历史
连接北海和湛江的铁路原先的走向是合浦站到河唇站，2011年改为现今走向。
2016年初，为构建包（银）海通道，确保与相邻路网技术标准相匹配，提高运输效率，合湛铁路项目技术标准由200公里设计时速的客货共线调整为250公里设计时速客运专线。由于技术标准发生重大变化，项目可研、初设等进行了重新编制，相关审批工作重新开展，项目未能按计划动工建设。
2018年4月12日，为推动粤桂两省区基础设施互联互通，促进北部湾经济区和粤港澳大湾区协同发展，进一步完善沿海通道功能，实现广西与广东、海南的快速交通联系，广东省发展改革委员会向广西壮族自治区发展改革委员会提出了将项目设计时速调整为350公里的建议，以实现项目与同步规划建设且相互连通的广湛铁路、湛海铁路350公里设计时速标准一致。2018年5月，广东、广西协商一致，决定项目按照350公里设计时速标准推进。由于设计时速标准经过了3次调整，合湛铁路从立项10多年来一直未能开工。
2023年6月，合浦至湛江铁路项目调整可行性研究报告近日获国家发展改革委批复。6月26日，合湛铁路首次环境影响评价信息公开。
2024年12月29日，广西段开工。

## 车站及接驳路线
| 车站名称 | 所在区域       | 所在区域 | 所在区域 | 里程    | 车站类型 | 启用日期     | 连接铁路                  |
| -------- | -------------- | -------- | -------- | ------- | -------- | ------------ | ------------------------- |
| 合湛铁路 |                |          |          |         |          |              |                           |
| 合浦     | 广西壮族自治区 | 北海市   | 合浦县   | 0       | 客运站   | 2014年7月1日 | 钦北高速铁路              |
| 北海北   | 广西壮族自治区 | 北海市   | 银海区   | 11.214  | 越行站   | 建设中       | 北海联络线                |
| 白沙镇   | 广西壮族自治区 | 北海市   | 合浦县   | 56.91   | 客运站   | 建设中       |                           |
| 廉江南   | 广东省         | 湛江市   | 廉江市   | 103.191 | 客运站   | 建设中       |                           |
| 遂溪南   | 广东省         | 湛江市   | 遂溪县   | 127.931 | 客运站   | 建设中       |                           |
| 湛江西   | 广东省         | 湛江市   | 麻章区   | 139.99  | 客运站   | 2018年7月1日 | 深湛铁路 湛海联络线       |
| 湛江北   | 广东省         | 湛江市   | 霞山区   | 151.505 | 客运站   | 建设中       | 广湛高速铁路 湛海高速铁路 |